# Историја болести
Историја болести је медицински документ, у писаном или електронском облику, који се формира и води у стационарним здравственим установама (опте и специјалне болнице, клинике, рехабилитациони центри итд), и садржи све потребне податке о болеснику и даје увид у све податке који су прикупљени током његовог боравка у здравственој установи.

## Изглед
За сваког болесника формира се посебна историја болести која се начелно састоји из следећих делова;
1.  Генералије
2. Анамнеза
3.  Физикални преглед 
4.  Резултати допунског испитивања ;
- лабораторијски, радиолошки, патохистолошки и други извештаји спроведених процедура дијагностике
- налаз и закључци о специјалним испитивањима, (лабораторијски, радиолошки, патохистолошки и други извештаји спроведених процедура дијагностике)
- налаз и закључци консултативних прегледа лекара специјалиста,

5.  Забелешке о лечењу  (лекови, зрачења, хируршке интервенције, физикална терапија итд)
6.  Забелешке о току болести, нези и другим процедурама које су примењене у току лечења.
7.  Закључак (епикриза) 
8.  Завршна дијагноза болести;
- патоанатомска дијагноза,
- патофизиолошка дијагноза.

## Сврха
Формирање историје болести служи у различите сврхе од којих су најзначајније;

### Медицинске сврха историје болести
- Она првенствено служи лекару да постави дијагнозу болести и да помогне дежурном лекару, медицинској сестри и другим медицинским радницима око лечења и неге болесника.
- За клиничка истраживања у медицини
- За обука студента и медицинских радника,
- Да лакше прати ток и развој болести у случају поновног јављања болесника на лечење због исте или друге болести.

### Законска сврха историје болести
- Као документ за наплату трошкова од осигуравајућих организација
- Законски документ за утврђивање неправилности у лечењу и евентуалну накнаду штете.
- Као документ који се користи за контролу правилности рада лекара, медицинског и немедицинског особља здравствене установе (зато свака историја болести мора да буде потписана од стране лекара са тачним уносом датума, као и сваки накнадно унет податак у историју болести)

## Заштита и чување историје болести
Унети подаци у историју болести представљају тајну, чак и пред законом, сем у појединим за то прописаним случајевима. Увид у историју болести не смеју имати друга лица, без писмене сагласности болесника. У неким земљама законом је прописано да сем лекара друга лица не смеју да имају увид у историју болести (што у Србији није случај). Непожељно је да болесник има увид у историју болести, јер може податке у њој погрешно протумачити, и код себе изазвати страх од смрти и психичке патње. Све особе које, у складу са законом, имају увид у историју болести, обавезне су да поштују тајност података у историји (лекарска тајна).
Историја болести треба да се чува у здравственој установи у закључаном ормару, заштићена од увида неовлашћених особа. Како историја болести представља и важан судски документ, поред мера заштите она подлеже и одређеним роковима чувања који се крећу и до 50 година.